# Triors
Triors é uma comuna francesa na região administrativa de Auvérnia-Ródano-Alpes, no departamento de Drôme. Estende-se por uma área de 5,65 km². Em 2010 a comuna tinha 593 habitantes (densidade: 105 hab./km²).